# آرمين أوهانيان
آرمين أوهانيان ((بالأرمنية: Արմեն Օհանյան)‏)، اسمها الأصلي صوفيا بيربوداغيان ((بالأرمنية: Սոֆյա Էմանուելի Փիրբուդաղյան)‏, 1887–1976) كانت راقصة وممثلة وكاتبة ومترجمة أرمينية.

## سيرتها
ولدت آرمين أوهانيان في شماخى، مقاطعة تابعة للإمبراطورية الروسية (الآن أذربيجان، لعائلة أرمينية من الطبقة العليا. انتقلت عائلتها إلى باكو إثر زلزال مدمّر حدث عام 1902. وهناك التحقت بمدرسة لتعليم اللغة الروسية. تخرجت عام 1905 وهي السنة نفسها التي حدثت فيها المذابح الأرمنية التتارية 1905-1907، حيث شهدت وفاة والدها إيمانويل. تزوجت في سن صغيرة من الطبيب الأرميني الإيراني "هايك تير-أوهانيان"، لكن الزواج فشل وحدث الانفصال خلال العام الأول. بدأت عملها في التمثيل باسم صوفيا تير-أوهانيان في المجموعة المسرحية التابعة للاتحاد الثقافي الأرمني في باكو عام 1906. انتقلت إلى موسكو عام 1908 ودرست الفنون التشكيلية في مدرسة نيليدوفا، في حين كانت تؤدي رقصاتها الأولى على مسرح مالي.
بعد فترة قصيرة عملت خلالها في أوبرا تبليسي عام 1909 باسم أرمين أوهانيات، رحلت مرة أخرى إلى إيران، حيث عملت كراقصة وممثلة. كانت من مؤسسي المسرح الوطني الإيراني في طهران. في نيسان (أبريل) 1910، نظمت حفلاً موسيقياً وأدبياً بالتعاون مع جمعية المرأة الفارسية الخيرية. للمرة الأولى كانت المرأة الإيرانية قادرة على التمثيل على خشبة المسرح ومشاهدة الأفلام. في أيار (مايو) 1910، أنتجت وأخرجت مسرحية "مفتش الحكومة لنيقولاي غوغول باللغة الفارسية ولعبت فيه دور ماريا أنتونوفينا.
حينما كانت في إيران، تطورت مهاراتها في الرقص الشرقي. بعد مغادرتها البلد وتوجهها إلى مصر والإمبراطورية العثمانية، تم توظيفها للعمل كراقصة في لندن عام 1911. منذ ذلك الحين وحتى أواخر عقد العشرينيات من القرن العشرين، أصبحت اسماً مرغوباً، بفعل موجة جنون الرقص الغريبة التي اجتاحت المشهد الثقافي الغربي في ذلك الوقت.
أدت عروضها على نطاق واسع في لندن وباريس وبروكسل وميلانو وصوفيا ومدريد وغيرها من المدن الأوروبية، إضافة للولايات المتحدة والمكسيك. غطت الصحافة أعمالها ونشاطاتها وحازت هذه التغطية على موافقة كتاب معروفين كموريس ماترلينك.
كانت أوهانيان مزدوجة التوجه الجنسي، وقد أقامت علاقة قصيرة الأمد مع الكاتبة الأمريكية نتالي كليفورد بارني، وتزوجت مرتين من رجلين مختلفين.

## وصلات خارجية
- راقصة شاماخا تؤديه آرمين أوهانيان (عرض كامل)